# Reno (rzeka)
Reno – rzeka w północnych Włoszech, w regionie Emilia-Romania, najważniejsza po Padzie w tym rejonie kraju. Pod względem długości zajmuje 10. miejsce w kraju.
Etymologia nazwy rzeki jest identyczna jak w przypadku Renu, uchodzącego do Morza Północnego; nazwa pochodzi od celtyckiego wyrażenia oznaczającego „płynącą wodę”.
Reno wypływa z masywu Le Lari w Apeninach, na wysokości 745 m n.p.m. W okolicach Le Piastre łączą się dwa strumienie, zapoczątkowując rzekę Reno. W swoim górnym biegu rzeka wyznacza granicę między Toskanią i Emilią-Romanią i płynie przez tereny zalesione. W tej części mieści się kilka sztucznych zbiorników wodnych, na których produkuje się energię elektryczną. W dolnym biegu do Reno wpływają liczne strumienie, z których niektóre są jedynie sezonowe. Do najważniejszych z nich należą: Limentra, Silla, Setta, Idice, Sillaro, Santerno i Senio. Rzeka uchodzi do Morza Adriatyckiego w pobliżu Casalborsetti.
W 43 r. p.n.e., na wysepce rzeki, w pobliżu ówczesnego rzymskiego miasta Bononia (dzisiejsza Bolonia), podpisano pakt ustanawiający II triumwirat – porozumienie między Oktawianem Augustem, Markiem Antoniuszem i Markiem Lepidusem.
Dante Alighieri wymienia rzekę Reno w XVIII pieśni Boskiej komedii, w części Piekło. Pisze tu o mieszkańcach Bolonii, żyjących między Saveną i Reno.
Reno dała nazwę apelacji apelacji DOC Reno, znanej w białych win m.in. z odmian montu i pignoletto.